# Graptophyllum balansae
Graptophyllum balansae är en akantusväxtart som beskrevs av H. Heine. Graptophyllum balansae ingår i släktet Graptophyllum och familjen akantusväxter. Inga underarter finns listade i Catalogue of Life.